# CR SL物語
『CR SL物語』（CRエスエルものがたり）は、2007年2月にサンセイアールアンドディが発売したデジパチタイプのパチンコ。

## 機種概要
SL（蒸気機関車）のCG画像や実写画像をふんだんに使った演出が使われており、液晶上部にはSLのヘッドライトを模した役物が鎮座している。
実写映像は黒岩保美秘蔵の映像が用いられている。

## スペック
CR SL物語SHW
- 大当たり確率 低確率：1/84.25　高確率：1/8.425
  - 確率変動割合 19%（図柄「3、7」の大当たりで、次回大当たりまで継続）
  - 確率変動の振り分け（15R確変：13%、4R確変：4%、4R時短：81%、2R確変：2%）
  - 賞球数 3&4&10&15 大当たりラウンド：15R9C、4R9C、2R9C
  - 平均出玉 4R：約500個 15R：約1,890個
  - 通常大当たり終了後時短5回転、激走モード時の大当たり終了後時短100回

## 図柄
- 確変図柄：3・7
- チャンス図柄：1・2・4・5・6・8・9・D（確変大当たりである場合もあり）

## モード解説
各駅停車モード
通常モードであるが、背景は春・夏・秋・冬の4種類があり、切り替わった際にリーチになればチャンスとなる。
臨時列車モード
いわゆるミッションモードで、指令を達成できれば大当たり確定となる。

### 時間短縮・高確率時
準急モード
チャンス図柄の大当たり後に突入。5回転のみの時短で、内部的に高確率状態でも突入する場合もある。
上部ヘッドライトが点灯すると特急モード移行への期待度が高まる。
急行モード
チャンス図柄の大当たり後に突入するモードで100回転の時短となる。また、内部で高確率状態でも突入する場合もある。
一旦このモードに入ると、通常大当たりを引いても急行モードは継続される（準急モードには移行しない）。
特急モード
「3、7」の大当たり終了後はこのモードになる。次回大当たりまで継続する。準急・急行モードで内部で高確率状態の場合、このモードに切り替わる事もある。

## 予告演出
ステップアップ予告
変動時に四角のパネルが中央に表示され、映像が次々切り替わる予告。ステップ1 - 4まで存在する。
種類も実写ステップアップ予告、ドラマステップアップ予告、駅弁ステップアップ予告があり、後者の方が出現率が低く、信頼度が高い。
SL通過予告
背景にSLが通過する予告。ボタンを押して汽笛が鳴ればチャンスとなる。
切符予告
切符が画面に現れる予告。ボタンを連打する指示が出る予告。
切符を切るごとに別の切符が次々現れればチャンス。
背景小物予告
背景に手書きでマルが描かれ、ボタンを押す指示が出る予告。
ボタンを押すとその部分が拡大表示される。

## リーチ演出
ノーマルリーチ
淡々と図柄がコマ送りで進行する。
画面右のSL型役物から蒸気が出て、SLのCG画像が流れればスーパーリーチに発展する。
ノーマルロングリーチ
ノーマルリーチより発展、図柄がスローで進行する。

### スーパーリーチ
清涼!初夏の車窓リーチ
車窓の画面で図柄が外から座席に飛び込んでくる演出。
疾走!夕焼けの大地リーチ
夕焼けをバックにSLが画面奥に向かって走り、汽笛で図柄を進行させていくリーチ。
激走!雪の三重連リーチ
雪の中をSLが図柄を次々はじき出していき、はずれ図柄を突破できれば大当たり。
本機では最大の信頼度を誇るリーチとなっている。

### 再抽選アクション
画面奥からSLが手前に迫ってくる演出が流れ、上部ヘッドライトが光れば15R確変大当たりとなる。